# Megadontomys thomasi
Megadontomys thomasi é uma espécie de roedor da família Cricetidae.
Apenas pode ser encontrada no México.